# المؤتمر الإسلامي الهندي الماليزي
المؤتمر الإسلامي الهندي الماليزي (بالملايوية: Kongres India Muslim Malaysia)‏، و(بالجاوية: كوڠريس اينديا مسلم مليسيا.) و(بالتاميلية: மலேசிய இந்திய முஸ்லிம் காங்கிரஸ்)‏ هو حزب سياسي تشكل في 24 أكتوبر عام 1976 لتمثيل مصالح مجتمع الأقلية الهندية المسلمة في ماليزيا. تم إلغاء تسجيل الحزب مرتين في عامي 1978 و1998 قبل أن يتم تسجيله بنجاح. غالبية أعضائه هم من المسلمين الهنود.

## الانتماء السياسي
انضم الحزب إلى ائتلافي الأحزاب السياسية المعارضة أنجكاتان بيربادوان أمة وجاجاسان راكيات في وقت واحد من 1990 إلى 1996. لقد غير الحزب اتجاهه بطريقة ما بعد ذلك وأعلن أنه يرغب في الانضمام إلى إئتلاف باريسان ناسيونال منذ عام 1984. وبسبب دستور الائتلاف الذي ينص على أن جميع الطلبات الجديدة يجب أن تتم الموافقة عليها بالإجماع من قبل جميع الأحزاب المكونة، فقد واجه العقبات خاصة من المؤتمر الهندي الماليزي والمنظمة الوطنية الماليزية المتحدة حيث قد تكون هناك عضوية مزدوجة في الأحزاب. حصل نموذج الحزب على اعتراض كبير من المؤتمر الهندي الماليزي. لم يتم الموافقة على طلب القبول في باريسان ناسيونال. إن القلق والشك حول وضع المسلم الهندي الماليزي باعتباره غير ماليزي وغير بوميبوترا، هما أيضًا عقبات واعتراضات جعلت الحزب على استعداد لتمرير الاقتراح للمطالبة بوضع الملايو لمجتمعه والتقدم بطلب لقبوله كعضو مرتبط في المنظمة الوطنية الماليزية المتحدة.

## عضو مشارك في المنظمة الوطنية الماليزية المتحدة
تمت الموافقة على طلب الحزب ليكون العضو المشارك في المنظمة الوطنية الماليزية المتحدة من قبل المجلس الأعلى للمنظمة الوطنية الماليزية المتحدة في 27 أغسطس 2010. بعد هذه الموافقة، يتمتع الحزب  الآن بوضع المراقب في جميع أقسام المنظمة الوطنية الماليزية المتحدة والاجتماع العام السنوي ولكن لا يُسمح له بالمشاركة في شؤون الحزب.

## أزمات القيادة
تم إلغاء تسجيل الحزب بواسطة مسجل المجتمعات (ROS) قبل أن يتمكن من التسجيل مرة أخرى مرتين في عامي 1978 و1998.
في عام 2008، مر الحزب بأزمة قيادية عندما أعلن نائب رئيسه السابق، أمير أما ألا بيتشاي من قِبل رئيسه داتو سيد إبراهيم بادر بن قادر، نفسه هو الرئيس واقترح دمج الحزب مع حزب الشعب التقدمي وهو حزب مكون لإئتلاف باريسان ناسيونال.
في عام 2009، مرة أخرى، شهدت الأزمة الداخلية مشكلة الحزب التي واجهت رئيسين بعد أن أصبحت صلاحية الاجتماع العام السنوي الثالث والثلاثين موضع شك وتم إقالة محمد فاضل وليم عبد الله رئيس الإقليم الفيدرالي.

## القيادة
- رئيس 
  - داتوك سيري حاجي سيد إبراهيم بن قادر
- نائب الرئيس 
  - حاريسيراجودين علاء الدين
- نواب الرئيس 
  - داتو أنور سداد بن حاجي محمد مصطفى
  - داتوك حاجي عبد الواحد شرف الدين
  - داتو حاجي سيد محمد علي
- الأمين العام 
  - حسين جمال محمد
- نائب الأمين العام 
  - محي الدين عبد القادر (أشرف)
- أمين صندوق 
  - جلال الدين محي الدين
- رئيس الشباب 
  - محمد حافظ
- رئيس النساء 
  - ماجون مهر
- رئيس بوتيري 
  - روحيني سيد إبراهيم
- رئيس المعلومات 
  - حاجي محمد رافائيل زكارودين

## روابط خارجية
- Official website
- المؤتمر الإسلامي الهندي الماليزي  على فيسبوك.